# Конфискација
Конфискација имовине је судска мера која представља принудно одузимање без накнаде у корист државе целокупне имовине (потпуна конфискација) или тачно одређеног дела имовине (делимична конфискација) физичког или правног лица.
Код конфискације се имовином физичког лица сматра и имовина која представља његов удео у заједничкој имовини са другим лицима. Под имовином се разумеју и сва имовинска права.
Конфискацију могу изрећи само државни органи који су за то законом овлашћени и само у случајевима који су предвиђени законом.
У демократским правно уређеним државама ова мера се може изрећи искључиво лицима за које се докаже да су до имовине дошли искључиво чињењем кривичног дела, те се и мера може односити искључиво на ту имовину.
Конфискација се, даље, не може изрећи лицу које је осуђено на смрт, а након извршења казне или у случају да се одлука доноси након смрти оптуженог, јер након његове смрти његове имовина аутоматски постаје власништво наследника.
Код тоталитарних система често је ова мера изрицана паушално и политички мотивисано, кршећи основне правне норме, па се неретко овакве одлуке поништавају осим ако не постоји доказ да је имовина стечена као последица извршења кривичног дела.

#### Конфискација у Југославији
У Југославији је конфискација имовине вршена за време Другог светског рата (1941-1945) од стране окупатора Нацистичке Немачке, а посебно је интензивирана након рата од стране комунистичких власти. Конфискацијом је принудно одузимана, без накнаде а у корист државе, целокупна имовина или тачно одређени део имовине, која је била у својини лица које је нова власт прогласила непријатељима револуције и слугама окупатора и лица које су преко преких судова осуђена на казну конфискације имовине. Поред имовине, конфискацијом су била обухваћена и сва имовинска права.
Конфискација имовине у Југославији после Другог светског рата била је специфична јер није изрицана само као споредна кривична санкција, већ је изрицана одређеним категоријама лица путем прописа општег карактера, и без вођења кривичног поступка, као што је случај са лицима на која се односи Одлука АВНОЈ-а од 21. новембра 1944. године. Уз то, одлуке о конфискацији имовине доносили су не само судови него и управни и партијски органи.
Правни оквир конфискације садржан је у више закона и других прописа: 
1. Одлука о прелазу у државну својину непријатељске имовине, о државној управи над имовином неприсутних лица и о секвестру над имовином коју су окупаторске власти присилно отуђиле од 21. новембра 1944. године, којом је ex lege кофискована сва имовина Немачког Рајха и његових држављана у Југославији, сва имовина фолксдојчера и имовина ратних злочинаца и њихових помагача;
2. Закон о конфискацији имовине и извршењу конфискације од 9. јуна 1945. године, доцније потврђен истим законом 27. јула 1946. године, са више аутентичних тумачења; 3) Закон о прелазу у државну својину непријатељске имовине и о секвестрацији над имовином одсутних лица од 31. јула 1946. године, којим је ближе разрађена примена Одлуке од 21. новембра 1944. године;
3. Закон о одузимању ратне добити стечене за време непријатељске окупације од 24. јуна 1946. године, којим је предвиђено одузимање имовине коју су физичка и правна лица стекла обављањем привредне делатности за време рата;
4. Закон о сузбијању недопуштене трговине, недопуштене шпекулације и привредне саботаже од 11. јула 1946. године, којим је предвиђена кривична одговорност и конфискација имовине за такве радње;
5. Закон о кривичним делима против народа и државе од 16. јула 1946. године и други прописи.

Велики део приватне имовине прешао је конфискацијом у државну својину, посебно у сфери тзв. народне привреде тако да је по свом квантитативном дејству ова мера обимнија и од национализације. Наиме, према резултатима пописа индустрије 1945. године, у рукама државе већ се налазило 82% индустрије, од чега је 55% одузето конфискацијом а 27% је било стављено под секвестар, затим, највећи део банкарства и скоро цела трговина на велико. Овде треба напоменути да се секвестар, по правилу, примењивао само на страни капитал и значио је стављање имовине под управу државе до доношења коначне судске одлуке о тој имовини, при чему је та одлука, пошто је доношена у корист државе у готово свим случајевима, доводила до конфискације имовине.
Законом је предвиђено да под удар конфискације долазе све ствари осуђеног лица, без обзира да ли се оне налазе у његовој државини или не, осим предмета кућанства, неопходних оруђа за рад, минималног земљишног поседа сељачког домаћинства, хране и огрева неопходног за осуђеног и његову породицу и минималних новчаних средстава. Конфискована имовина прелази у државну својину са својом активом и пасивом, тако да држава одговара за дугове и обавезе конфиската настале пре извршења кажњивог дела, и то само до висине вредности одузете имовине.
Сељацима је имовина посебно ригорозно конфискована у случајевима неиспуњења обавезе о откупу пољопривредних производа (жита, вуне, пасуља, свиња, коже, сена и др.), који је држава уводила посебним прописима (уредбама). Власт, односно Комунистичка партија, је на селу шаблонски диференцирала сељаке према њиховој имућности на три категорије: „кулаци“, „средњаци“ и „сиромашни сељаци“, али критерији за ту поделу нису свуда били исти што је код сељака изазивало незадовољство и отпор властима, поготово због нереалних процена њихових материјалних могућности и прениских откупних цена. Партија је водила оштру и немилосрдну кампању репресијом против сељака који нису били у могућности да испуне обавезе из обавезног откупа. Због неиспуњавања норми откупа многи сељаци су лишавани слободе, новчано кажњавани, конфисковане су им пољопривредне машине, пронађене количине житарица и некретнине. Тако, у Војводини је до маја 1947. године, због неизвршавања откупа, кроз затворе прошло 8.821 лице, од којих је 720 осуђено. За исто време кроз затворе у Србији сем Космета, прошло је 10.082 лица, од којих је 1.224 осуђено.
Изрицању казни конфискације некретнина различито се приступало у појединим деловима земље тако да су поједине сељаке за исту „кривицу“ погађале различите санкције. Србија је у том погледу водила најригорознију казнену политику. Примера ради, у Србији је казна потпуне конфискације изрицана крупним поседницима, док је у Хрватској постојала искључиво делимична конфискација непокретне имовине. Конфискација непокретне имовине у Словенији изречена је само у два случаја, а у Босни и Херцеговини у десет случајева против имућних сељака и у два против средњих поседника. У Србији, Хрватској и неким другим републикама највећи број сељака осуђен је због делимичног неизвршавања обавезе откупа („делимичњаци“), за разлику од Словеније у којој је казнена политика била много блажа јер су осуђивани само они сељаци који у целини нису извршили своју обавезу.
Конфискована је и прешла у државну својину и сва имовина Немачког Рајха и његових држављана, а такође и имовина ратних злочинаца и њихових помагача. Ова конфискација извршена је Одлуком АВНОЈ-а о прелазу у државну својину непријатељске имовине, о државној управи над имовином неприсутних лица и о секвестру над имовином коју су окупаторске власти присилно отуђиле, од 21. новембра 1944. године.
Наведеном Одлуком и лицима немачке народности конфискована је целокупна имовина са изузетком оних који су се дистанцирали од фашизма или били на страни НОБ-а. Под удар ове Одлуке, према званичном тумачењу Председништва АВНОЈ-а објављеном у „Службеном листу ДФЈ“, бр. 39/1945, дошли су они држављани Југославије немачке народности, који су се под окупацијом декларисали или важили као Немци, без обзира да ли су пре рата као такви иступали или су важили као асимилирани Хрвати, Словенци или Срби. И поред поменутог тумачења којим се желело спречити почетно, фронтално и безрезервно, одузимање грађанских права и имовине од свих лица немачке припадности, подозривост и реваншизам према тој националној групи били су такви да је „највише злоупотреба настало приликом запоседања те имовине јер је она третирана као фашистичка, односно непријатељска, и према њој је поступано без потребних обзира“. Тако, у највећем броју случајева није се испитивало и утврђивало да ли су заиста конфискати немачке националности већ се ова околност ценила према презимену дотичног лица, при чему у многим случајевима то уопште нису била немачка него мађарска, чешка или друга презимена, нису се узимали у обзир прописани изузеци за та лица, итд.
На основу Одлуке од 21. новембра 1944. године и знатан део имовине страних лица стављен је под управу (секвестар) државе да би и та имовина накнадно прешла у државну својину.

## Деконфискација
Деконфискација је процес супротан конфискацији. Представља процес повраћаја имовине незаконито и противзаконито одузете конфискацијом у натруралном облику (натурална деконфискација) или у виду финансијске надокнаде за одузете покретне и непокретне ствари (финансијска деконфискација), чиме се штити једно од основних људских права право - право на приватност својине.
То је ужи појам од појма реституција и може бити део општег процеса реституције, како је то учињено у већини посткомунистичких земаља у процесу транизиције.
Деконфискација се може остварити и појединачни поступком стављања ван снаге судске или административне одлуке којом је претходно изречена мера конфискације.
По правилу деконфискација се не спроводи када је имовина конфискована као стечена доказаним извршењем кривичног дела, или учешћем у окупационим снагама током ратних дејстава.